# Unirea, Călărași

Monumentul eroilor din Șocariciu căzuţi în Primul Război mondial

Unirea (în trecut, Șocariciu) este satul de reședință al comunei cu același nume din județul Călărași, Muntenia, România.